# Trôi dạt lục địa

Sự trôi dạt của các lục địa đã xảy ra hơn 150 triệu năm qua

Các mảng của Trái Đất theo học thuyết kiến tạo mảng

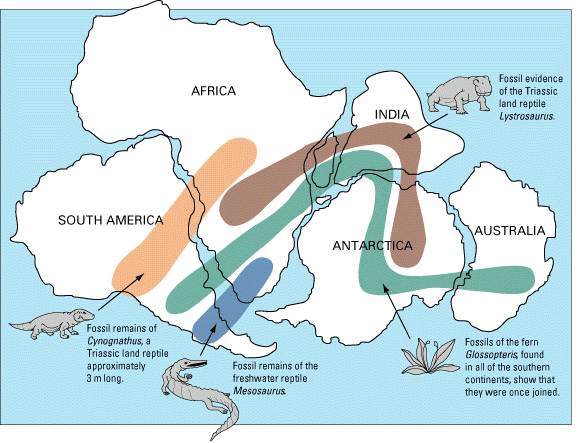
Phân bố hóa thạch qua các lục địa

Trôi dạt lục địa là sự chuyển động tương đối với nhau của các lục địa trên Trái Đất. Lý thuyết trôi dạt lục địa được Alfred Wegener đưa ra lần đầu tiên năm 1915 và tồn tại cho đến khi nó được thay thế bởi lý thuyết kiến tạo mảng.

## Lịch sử
Abraham Ortelius (Ortelius 1596), Theodor Christoph Lilienthal (1756), Alexander von Humboldt (1801 và 1845), Antonio Snider-Pellegrini (Snider-Pellegrini 1858), và các tác giả khác trước đó đề cập về hình dáng các lục địa đối diện nhau hai phía Đại Tây Dương (nổi bật nhất là châu Phi và Nam Mỹ) thì thấy chúng khớp nhau. W. J. Kious miêu tả suy nghĩ của Ortelius theo hướng này:
Abraham Ortelius trong tác phẩm Thesaurus Geographicus... cho rằng châu Mỹ từng "bị xé ra khỏi châu Âu và châu Phi bởi các trận động đất và lũ lụt" và tiếp tục nhận xét rằng: "Những dấu tích về các đường đứt khúc đã bộc lộ điều đó, nếu một ai đó mang bản đồ ra và xem xét cẩn thận các bờ biển của ba lục địa này."

Năm 1912, Alfred Wegener đã nhận thấy rằng hình dáng của các lục địa ở hai bên bờ của Đại Tây Dương có thể được xếp khít vào nhau (ví dụ Châu Phi và Nam Mỹ). Sau đó, Benjamin Franklin cũng có nhận xét tương tự. Sự tương đồng giữa các cấu trúc địa lý và hóa thạch ở các lục địa làm cho các nhà địa chất, vào năm 1900, cho rằng các lục địa đã từng xuất phát từ một "siêu lục địa" với cái tên là Pangaea. Ban đầu, giả thuyết đó không được chấp nhận rộng rãi vì người ta không hiểu tại sao các lục địa lại có thể trôi dạt ra xa nhau. Cho đến tận thập niên 1950 nó mới được chấp nhận ở Châu Âu và phải đến thập niên 1960 nó mới được chấp nhận ở Bắc Mỹ. Giả thuyết trôi dạt lục địa trở thành một bộ phận của một lý thuyết lớn hơn là lý thuyết kiến tạo mảng.

## Các dữ liệu khác
Nam Mỹ và Châu Phi đang rời xa nhau với tốc độ 3 cm trong một năm. Tốc độ này bằng tốc độ mọc của móng tay người.

## Bằng chứng về sự trôi dạt lục địa
Bằng chứng về sự trôi dạt của các lục địa hiện nay rất nhiều. Các hóa thạch động thực vật có tuổi như nhau (ví dụ hóa thạch của một loại cá sấu được tìm thấy ở Brasil và Nam Phi) được tìm thấy ở bờ của các lục địa cho thấy rằng chúng đã từng có một nguồn gốc chung.
Hình dáng các bờ của Nam Mỹ và châu Phi có thể xếp khít lại được với nhau. Trong hàng triệu năm, đáy biển bị di chuyển, các lục địa bị trôi dạt và lực kiến tạo mảng (tectonophysics) sẽ làm cho các lục địa rời xa nhau hơn và xoay hai lục địa này. Đó là điều mà Alfred Wegener nghiên cứu và đưa ra giả thuyết của ông.

## Tranh cãi về sự trôi dạt lục địa
Trước khi có nhiều bằng chứng địa lý học thu thập được từ sau Chiến tranh thế giới thứ hai, ý tưởng về sự trôi dạt của các lục địa đã từng gây ra tranh cãi nảy lửa giữa các nhà khoa học. Ngày 15 tháng 11 năm 1926, Hiệp hội Địa chất Dầu mỏ Mỹ (AAPG) mở một hội thảo, trong đó bàn cãi về thuyết lục địa trôi dạt. Kết quả là tập các bài báo ra đời năm 1928 với tên Lý thuyết về trôi dạt lục địa (Theory of continental drift). Wegener cũng viết bài cho tập này.
Vấn đề gây khó hiểu nhất trong lý thuyết của Wegener là các lục địa bị "đào xới" lên từ nền đá của các đại dương. Đa số các nhà địa chất học đã không tin như vậy. Thuyết kiến tạo mảng, một phiên bản cập nhật hiện đại cho ý tưởng của Wegener, giải nghĩa chuyển động của các lục địa thông qua sự tách giãn đáy đại dương. Các lớp đá mới được hình thành nhờ hoạt động của núi lửa ở các dãy núi giữa các đại dương và sẽ quay trở về vỏ Trái Đất tại các vực sâu của đại dương. Đáng chú ý là, trong tập bài báo xuất bản năm 1928 của AAPG, G. A. F. Molengraaf làm việc tại Viện Công nghệ Delft (nay là Đại học Công nghệ Delft) đã đề xuất một mô hình về tách giãn đáy đại dương khi miêu tả sự mở rộng của Đại Tây Dương và đới tách giãn Đông Phi. Giả thuyết này vẫn cần kiểm tra thêm bằng các bằng chứng thực nghiệm.